# Elissa L. Newport
Elissa Lee Newport (* 1947 in St. Louis) ist eine US-amerikanische Neurowissenschaftlerin. Newport ist Professorin an der Abteilung Neurologie und Rehabilitationswissenschaften an der Georgetown University und leitet das dortige Center for Brain Plasticity and Recovery. Ihr Forschungsgebiete sind der Spracherwerb und die Entwicklungs-Psycholinguistik.
Newport studierte am Wellesley College und anschließend am Barnard College der Columbia University, wo sie im Hauptfach von Englisch zu Psychologie wechselte und 1969 ihren Abschluss erlangte. 1975 wurde sie von der University of Pennsylvania zum Ph.D. promoviert. Anschließend forschte sie an der University of California, San Diego, der University of Illinois und der University of Rochester, bevor sie 2012 an die Georgetown University wechselte.
Sie ist mit dem Linguisten Ted Supalla verheiratet.

## Auszeichnungen
- Fellow der American Association for the Advancement of Science
- 2001 Mitglied der American Academy of Arts and Sciences
- 2004 Mitglied der National Academy of Sciences
- 2015: Benjamin Franklin Medal des Franklin Institute
- 2020: APA Award for Distinguished Scientific Contributions

## Schriften (Auswahl)
- Saffran, J. R., Aslin, R. N., & Newport, E. L. (1996): Statistical learning by 8-month-old infants. science, 274(5294), 1926–1928.
- Olulade, O. A., Seydell-Greenwald, A., Chambers, C. E., Turkeltaub, P. E., Dromerick, A. W., Berl, M. M., ... & Newport, E. L. (2020): The neural basis of language development: Changes in lateralization over age. Proceedings of the National Academy of Sciences, 117(38), 23477–23483.
- Seydell-Greenwald, A., Wang, X., Newport, E. L., Bi, Y., & Striem-Amit, E. (2023): Spoken language processing activates the primary visual cortex. PLoS One, 18(8), e0289671.